# Ichneumon torpefactus
Ichneumon torpefactus är en stekelart som beskrevs av Charles Thomas Brues 1910. Ichneumon torpefactus ingår i släktet Ichneumon och familjen brokparasitsteklar. Inga underarter finns listade i Catalogue of Life.